# Erica Eng
Erica Eng (née en 1998 à Batu Pahat) est une autrice de bande dessinée malaisienne.
Originaire de Batu Pahat, où elle est née à la fin des années 1990, elle est connue pour sa bande dessinée autobiographique Fried Rice, qu'elle publie en ligne depuis l'été 2019 et qui lui a valu un prix Eisner en 2020.

## Prix
- 2020 : Prix Eisner du meilleur webcomic pour Fried Rice[3].